# Shehu Shagari
Hadžija Shehu Usman Aliyu Shagari (Shagari, 25. svibnja 1925.), šesti predsjednik Nigerije, drugi civilni nakon Nnamdi Azikiwea. Shagari je bio na čelu kratkotrajne i zlosretne Druge Republike (1979. – 1983.).
Rodio se u selu Shagari, država Sokoto, na sjeveru zemlje. U kalifatu Sokoto nosi naslov Turakin Sakkwato. Potječe iz poligamne obitelji, muslimanske vjere i naroda Fulani. Otac mu je bio trgovac, pastir i farmer, no kada je postao poglavar sela, odrekao se nekih trgovinskih interesa. Shehu je obrazovan u tradicionalnom okruženju učenja Kurana. Kad je završio srednju školu, otišao se školovati na koledž Kaduna i postao je učitelj. Poučavanje je bila jedna od rijetkih profesija dostupna domaćem stanovništvu tijekom kolonijalne vlasti.
Čitao je novine koje su izlazile na sjeveru, a nakon kratke karijere učitelja raznih predmeta u nekoliko mjesta, 1954. godine ulazi u politiku. Stvarao je niz udruga, koje su se pretvorile u Kongres sjevernih naroda, a kasnije se spojile i tako je stvorena Nacionalna stranka Nigerije. Izabran je u savezni Predstavnički dom, a sudjelovao je i u upravi predsjednika Azikiwea.
Nakon razdoblja vojne vlasti od 1966. do 1979. godine, general Olusegun Obasanjo predao mu je vlast te je tako stvorena Druga Nigerijska Republika. Kao kandidat Nacionalne stranke Nigerije, pobijedio je na izborima. Dio zasluga uzeo je i vođa kampanje Umaru Dikko, kasnije ministar poljoprivrede. Uspjevši pobijediti na izborima, do svog svrgavanja zacrtao si je niz ambicioznih ciljeva. Područja kojima se osobito posvetio su stanovanje, poljoprivreda, industrija i promet. Potrošio je mnogo novca na projekte, ali njegova je uprava kompromitirana jer je vladala korupcija, bogatili su se umirovljeni vojnici, torbari i razni sumnjivi tipovi, posebice na poljoprivredi a i lobiji su bili aktivni.
Shagari se ženio dva puta, no nema djece. Svrgnuo ga je general Muhammadu Buhari na Staru godinu 1983. To su mnogi Nigerijci dočekali s olakšanjem.